# Zephyranthes smallii
Zephyranthes smallii là một loài thực vật có hoa trong họ Amaryllidaceae. Loài này được (Alexander) Traub miêu tả khoa học đầu tiên năm 1951.